# Ewa Filipiak
Ewa Maria Filipiak z domu Żak (ur. 29 marca 1957 w Krakowie) – polska inżynier i samorządowiec, w latach 1994–2014 burmistrz Wadowic, posłanka na Sejm VIII i IX kadencji.

## Życiorys
Absolwentka Liceum Ogólnokształcącego im. Emila Zegadłowicza w Wadowicach (1976), a także fizyki na Akademii Górniczo-Hutniczej w Krakowie.
Od lat 90. związana z lokalnym samorządem jako radna. W 1994 i 1998 rada miejska powoływała ją na urząd burmistrza Wadowic. Reelekcję uzyskiwała w wyborach bezpośrednich w 2002, 2006 i 2010. W wyborach w 2014 przegrała w drugiej turze głosowania z Mateuszem Klinowskim, odchodząc w konsekwencji ze stanowiska burmistrza po 20 latach.
W latach 1998–2002 była radną pierwszej kadencji Sejmiku Województwa Małopolskiego, reprezentując Akcję Wyborczą Solidarność i następnie klub radnych Małopolska Prawica. Należała do Ruchu Społecznego, później jako burmistrz reprezentowała lokalne ugrupowanie Wspólny Dom. Z jego ramienia w 2014 uzyskała mandat radnej powiatu wadowickiego. W 2015 wstąpiła do Prawa i Sprawiedliwości.
W 2015 wystartowała w wyborach parlamentarnych, otrzymała 3915 głosów, zdobywając tym samym mandat poselski z listy PiS w okręgu chrzanowskim. W wyborach w 2019 z powodzeniem ubiegała się o poselską reelekcję, uzyskując 14 010 głosów. Nie kandydowała w kolejnych wyborach w 2023.

## Odznaczenia
- Złoty Krzyż Zasługi (2008)[8]
- Srebrny Medal za Zasługi dla Policji (2014)[9]